# Ernest Fanelli
Œuvres principales
- Tableaux symphoniques (1883/1886)

Ernest Fanelli (1860-1917) est un compositeur français d’origine italienne. Il reste majoritairement connu pour avoir été à l’origine d’une controverse sur les origines de la musique impressionniste, sous le rapport de ses innovations harmoniques, lorsqu’une de ses compositions, la première partie des Tableaux Symphoniques fut créée en 1912 sous la direction de Gabriel Pierné.
George Antheil considérait Fanelli comme « l’un des plus grands inventeurs et iconoclastes de l’histoire de la musique ». Après sa mort, avec l’avènement d’une nouvelle musique, le silence se fit autour de son nom. Il demeure un compositeur relativement obscur.

## Biographie
Fanelli est né à Paris, le 29 juin 1860. Sa famille était venue de Bologne pour s’installer en France. Il fit ses études au Conservatoire de Paris à partir de 1876 mais fut renvoyé à la suite, semble-t-il, de querelles avec ses professeurs. Il aurait refusé d’assister aux cours de l’un d’entre eux, qui lui était particulièrement odieux…
Il se trouva ainsi au poste de timbales dans de petits orchestres, avant de reprendre ses études avec Léo Delibes. Cependant, cette nouvelle série de leçons fut interrompue : Ses parents manquaient des moyens nécessaires pour assurer son éducation. Il reprit son travail dans des postes, plutôt modestes, de percussions. À partir de cette époque, il continua d’apprendre en autodidacte, et entreprit de composer ses premières œuvres.
En 1912, Fanelli fit une démarche auprès de chefs d’orchestres parisiens pour obtenir un emploi de copiste. Pour présenter la netteté de son écriture manuscrite, il soumit à Gabriel Pierné la partition d’une de ses anciennes compositions. Cependant, Pierné fut surpris, puis très intéressé, par la musique elle-même, dont Fanelli lui assurait qu’elle datait déjà de 30 ans. Or, on trouve dans ces Tableaux Symphoniques divers exemples d’harmonies très originales et non résolues selon les règles classiques, entre autres innovations qui semblaient annoncer des ouvrages plus  récents de Claude Debussy.

## LesTableaux symphoniques: Triomphe et controverse
C’est afin de présenter ces « découvertes prémonitoires » que Pierné inscrivit Thèbes, première partie des Tableaux pour un concert, le 17 mars 1912, qui fit sensation dans les milieux musicaux. Fanelli se trouva célèbre du jour au lendemain. Pierné déclarait dans la revue Musica que l'ouvrage « contenait tous les principes et tous les procédés de la musique moderne tels que les grands maîtres actuels les utilisent. »

« À cette époque, notre art était complètement différent de celui de Fanelli… La musique russe était inconnue, Wagner n’était pas encore reconnu et on ne prit Debussy au sérieux qu’en 1890. C’est ainsi qu’un homme avait, avec son talent, prophétisé toute notre époque. »

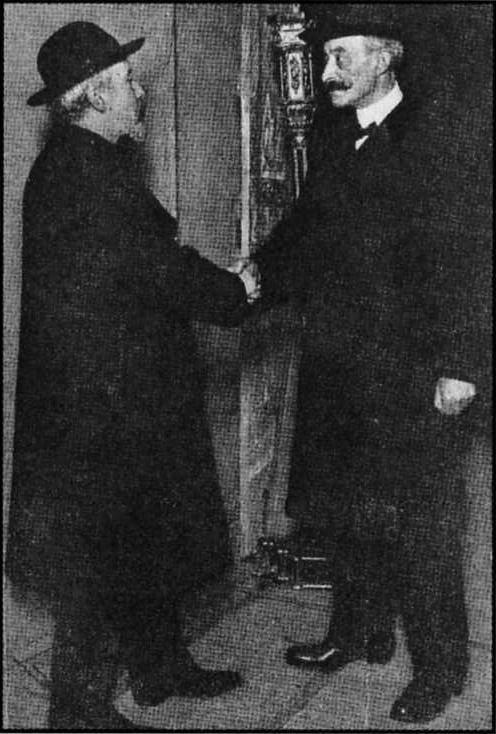
Gabriel Pierné félicitant le compositeur après la création des tableaux symphoniques (Musical America, 6 avril 1912)

Il n'en fallait pas davantage pour que les journalistes insinuent que Claude Debussy avait « emprunté » bien des idées à cet obscur confrère. Jules Ecorcheville avançait une hypothèse" : n'avaient-ils pas été ensemble élèves de Marmontel au conservatoire ? Debussy aurait-il eu accès à des notes manuscrites, à des « essais » de ce camarade plus modeste ?
On attribuait à Ravel l'opinion suivante : « Maintenant, nous savons d'où vient son impressionnisme ».
D'autres articles laissaient à penser, de manière assez contradictoire, que Debussy était « si sensible à la musique de Fanelli »... qu'il évitait de l'entendre. Ezra Pound déclarait ainsi que, se trouvant un soir dans un restaurant d'Ermenonville, Debussy aurait vu Fanelli s'installer au piano et plaquer des harmonies très modernes. Il serait sorti aussitôt...

## Au-delà de la controverse

### Contexte
La situation musicale en 1912 mérite d’être considérée avec attention. L’année précédente, Le Martyre de saint Sébastien a été un échec pour Debussy. La critique reconnaît, en général, que la faute en revient au livret, insupportable, de Gabriele d’Annunzio. Mais les Images pour orchestre ne sont pas mieux accueillies à leur création.
Cependant, l’étoile de Ravel monte : Daphnis et Chloé impose son nom aux ballets russes, où le jeune Stravinsky fait déjà parler de lui… Pour beaucoup de critiques, et pour le public snob, qui applaudit ou siffle aux concerts de musique moderne, Debussy semblait « dépassé ».
En réalité, ce public, qui commençait à peine à admettre les Nocturnes de 1899, n’avait pas encore admis La Mer... Plutôt que de suivre l’évolution d’un grand compositeur, les milieux musicaux parisiens tenteront de réduire son importance, voire de le « couler » en lui opposant d’obscurs devanciers, moins intimidants si possible.
Ainsi, dans un concert de la SMI du 16 janvier 1911, Ravel rendait un hommage appuyé à Erik Satie, « génial précurseur qui, en 1887 déjà, parlait l’audacieux argot musical de demain ». Au programme figuraient la deuxième sarabande et la troisième gymnopédie.
En 1912, Gabriel Pierné pouvait faire remonter les origines de cet éblouissant « argot musical » à 1883, en la personne de Fanelli.

### Tous les modèles en un seul
Tout bien considéré, Satie n’était pas dupe de pareils « hommages ». Il écrit ainsi à son frère Conrad : « Ravel me certifie, toutes les fois que je le rencontre, qu’il me doit beaucoup. Moi, je veux bien. »
Il se gardait cependant de rappeler que les fameux accords de neuvièmes majeures des sarabandes viennent en droite ligne du prélude du Roi malgré lui de Chabrier (1887 justement), et que le compositeur auvergnat est un modèle autrement important pour Maurice Ravel…
Les déclarations de Pierné sont très imprécises : Prétendre que Debussy fut « pris au sérieux » en 1890, c’est attribuer à sa suite bergamasque une importance exagérée. Ce premier succès du compositeur témoignait d’ailleurs d’une influence plutôt fauréenne.
Dès 1880, Debussy avait abordé la musique de Wagner, à commencer par Tannhaüser  grâce à son professeur Lavignac. Wagner n’était pas connu de « tout le monde », malgré le scandale de la création de cet opéra à Paris, en 1861, mais Debussy n’était tout de même pas « tout le monde ». Et il découvrit la musique russe en accompagnant madame von Meck en Russie, interprétant pour elle des œuvres de Tchaikovski, avec qui elle était en correspondance.
Ces faits étaient connus : la critique avait accablé Pelléas et Mélisande pour le wagnerisme de certaines harmonies et l'influence de Moussorgski dans le dessin mélodique. Devait-on oublier ces modèles divers pour en concentrer tout le mérite — singulier mérite — sur un seul compositeur, miraculeusement redécouvert ?

### Réponse de Debussy
Romain Rolland rend compte dans son roman-fleuve, Jean-Christophe (qui traite de la vie d'un musicien imaginaire, au début du XXe siècle), du ridicule des questions de propriété intellectuelle en matière d'harmonies « nouvelles » : quintes parallèles, appogiatures, accords de septièmes, neuvièmes, onzièmes naturelles et au-delà... Celles-ci avaient envahi la conversation de gens parfaitement incapables, par ailleurs, d'apprécier les mérites d'une partition.

« Le grand critique musical, Théophile Goujart, [...] lui parla aussitôt de septièmes et de neuvièmes. Christophe le suivit sur ce terrain. Goujart savait la musique à peu près comme Sganarelle savait le latin...
— Vous n'entendez point le latin ?
— Non.
— (avec enthousiasme) Cabricias, arci thuram, catalamus, singulariter... bonus, bonam, bonum...
Se trouvant en présence d'un homme qui « entendait le latin », il se replia prudemment dans le maquis de l'esthétique. »

Avec moins de discernement, sans doute, la critique et le public étaient tentés de voir une « course aux armements » dans cet enrichissement de l'harmonie, où Ravel aurait été au-delà de Debussy avant que Stravinsky ne le devance à son tour.
Le compositeur, directement ou implicitement visé par les éloges adressés à Fanelli, finit par rendre compte de « l’aventure de M. Ernest Fanelli » dans un article de la revue S.I.M du 15 mars 1913. Il la comparait volontiers à la situation d’Edgar Allan Poe, qui « tout à fait inconnu, obtient le prix dans un concours, grâce à la beauté de son écriture » (Debussy travaillait alors à ses deux opéras, le diable dans le beffroi et la chute de la maison Usher d'après Edgar Poe).
Le concert du 17 mars 1912 avait été un « énorme succès » causant une « intense émotion ». Le 23 février 1913, lorsque Gabriel Pierné fit jouer la seconde partie des tableaux symphoniques, l’accueil fut « sensiblement différent ».
Dépassant les querelles suscitées par les précédents articles parus dans la presse, Debussy émet une opinion qui, sous la forme de conseils sincèrement bienveillants, laisse deviner la subtile différence entre lui et le « génial précurseur » :

« Ce qui importe maintenant, c’est ce que pourra faire Ernest Fanelli, moins pressé par la vie, pouvant se choisir dans ce qu’il veut faire entendre. Pour l’instant, il obéit trop docilement au démon familier qui lui commande d’accumuler des notes sur d’autres notes, sans grand souci d’équilibre. Il a un sens très aigu de la musique décorative qui le pousse vers une minutie descriptive telle qu’il se perd de vue, oublie ce que sa musique pourrait avoir de persuasif sans autre concours. Qu’il puisse se recueillir, la vie lui doit bien cela, et, sympathiquement, faisons-lui confiance. »

Et l’on songe au mot de Valéry : « Trouver n’est rien, le difficile est de s'ajouter ce qu’on trouve »...

## Après lesTableaux symphoniques: la légende et le silence
Fanelli reçut le soutien de Judith Gautier, la fille de Théophile Gautier, dont le roman avait inspiré les Tableaux Symphoniques. Elle organisa des performances de l'ouvrage dans des concerts privés, et aida le compositeur financièrement pour faire éditer des transcriptions.
Cependant, la musique nouvelle annoncée ainsi ne fut pas accueillie comme une révélation. M.D. Calvocoressi rendit compte de Thèbes en ces termes : « Je ne saurais dire si tout cela, comme langage musical et technique d'écriture, est si en avance sur son temps, comme des journalistes ont bien voulu le prétendre ».
Sa critique de L'effroi du soleil rendrait plutôt compte, en termes d’anticipation musicale, de la musique de film… « Une tête coupée tombe de l’échafaud, roule par monts et par vaux, le bourreau essaie de la rattraper, en vain [...] pendant que des torrents de sang recouvrent tout le paysage ».
Fanelli ne put tirer aucun avantage réel d'une célébrité si soudaine. En tous les cas, il avait déjà cessé de composer, depuis 1894. Les critiques, ignorant ce détail passablement « honteux », attendirent en vain des œuvres nouvelles, témoignant d'un renouvellement. Fanelli n'eut d'autre recours, pendant les années de guerre, que de continuer ses activités de musicien d'orchestre pour faire vivre sa famille.
Après sa mort, la veuve de Fanelli laissa entendre qu'Erik Satie, Maurice Ravel et Claude Debussy lui avaient rendu visite, avaient étudié des partitions non encore publiées de son époux, et s'en étaient servis pour leurs propres œuvres.
On peut juger de la valeur de telles déclarations en considérant qu'à la mort de Fanelli (novembre 1917) :
1. Erik Satie a présenté Parade aux Ballets russes le 18 mai, obtenant un succès de scandale auprès de la jeune avant-garde parisienne, avec Jean Cocteau et Pablo Picasso, et entreprend Socrate qui sera créé en 1920,
2. Maurice Ravel, de retour de Verdun, définitivement réformé après avoir souffert de dysenterie, traverse une période de grave dépression : sa mère est morte le 5 janvier - il achève, non sans difficulté, le Tombeau de Couperin,
3. Claude Debussy a créé sa sonate pour violon et piano le 5 mai, ce qui constitue sa dernière apparition en public : atteint d'un cancer, il a cessé de composé, et meurt le 25 mai 1918...

Ces propos furent pourtant reproduits et publiés par le compositeur américain George Antheil. Antheil avait pris connaissance des innovations de la musique de Fanelli par Constantin von Sternberg. Il rendit visite à la veuve du compositeur, qui lui accorda l'autorisation d'utiliser les partitions. Antheil écrit ainsi que « Je me rendis compte immédiatement à quel point Constantin von Sternberg avait raison, au moins sur ce point : les œuvres de Fanelli étaient tout-à-fait comme le prélude à l'après-midi d'un faune ou Daphnis et Chloé, pour la technique, et elles étaient largement antérieures aux chefs-d’œuvre de Debussy, Ravel et Satie. Mais je devais aussi me rendre compte qu'il y manquait le talent propre à ces compositeurs, et qu'il ne leur restait que ce privilège d'avoir été notées « avant »… Debussy était le génie qui devait transcender Fanelli et le rendre immortel ! »

## Catalogue
- Pour la scène
  - Les deux tonneaux (1879), comédie en trois actes, d’après Voltaire.
- Pour orchestre
  - Saint Preux à Clarens (1881)
  - Mascarade (1889)
  - Suite Rabelaisienne (1889)
  - Carnaval (1890)
  - Tableaux symphoniques d’après 'Le roman de la momie' (1883/1886)
  - Impressions pastorales (1890)
  - Au palais de l'Escorial (1890)
  - Marche héroïque (1891)
  - L'Effroi du soleil (non daté).
- Pour piano / musique de chambre
  - Souvenirs de jeunesse (1872–1878)
  - Souvenirs poétiques (1872–1878)
  - Une nuit chez Sophor (1891)
  - 32 chansons (1880–1892)
  - Humoresques (1892–1894)
  - Quintette à cordes, L'âne (1894)